# Chaney Kley
Chaney Kley Minnis (Virgínia, 20 de agosto de 1972 - Califórnia, 24 de julho de 2007) foi um ator estadunidense.

## Morte
Chaney Kley morreu em 24 de julho de 2007. De acordo com seu pai, a causa da morte foi uma apneia de sono.

## Filmografia
| Cinema    | Cinema                         | Cinema | Cinema            |
| Ano       | Filme                          |        | Personagem        |
| --------- | ------------------------------ | ------ | ----------------- |
| 2001      | Legally Blonde                 |        | Brandon           |
| 2003      | Darkness Falls                 |        | Kyle Walsh        |
| 2003      | The Skin Horse                 |        | John Young        |
| 2005      | Gotham Café                    |        | Steve Davis       |
| 2006      | Jimmy and Judy                 |        | Dinko             |
| 2007      | Mr.Blue Sky                    |        | Greg Adams        |
| 2009      | One Way to Valhalla            |        | Danny/White Snake |
| Televisão |                                |        |                   |
| Ano       | Título                         |        | Personagem        |
| 2000      | Buffy the Vampire Slayer       |        | Brad              |
| 2002-2007 | The Shield                     |        | Asher             |
| 2003      | NCIS                           |        | Paul Brinkman     |
| 2005      | Cold Case                      |        | Billy Johns       |
| 2006      | Las Vegas                      |        | Agente Kent       |
| 2006      | CSI: Crime Scene Investigation |        | Brent Martin      |